# XIMSS
| Anwendung  | XIMSS           | XIMSS           | XIMSS           | XIMSS           | XIMSS           |
| Transport  | TCP             | TCP             | TCP             | TCP             | TCP             |
| Internet   | IP (IPv4, IPv6) | IP (IPv4, IPv6) | IP (IPv4, IPv6) | IP (IPv4, IPv6) | IP (IPv4, IPv6) |
| Netzzugang | Ethernet        | Token Bus       | Token Ring      | FDDI            | …               |

XIMSS steht für XML Interface to Messaging, Scheduling, and Signaling und ist eine XML-basierte offene Softwareschnittstelle für IP-Kommunikation.

## Entwicklung und Geschichte
Die Softwareschnittstelle oder Application Programming Interface XIMSS wurde im Sommer 2006 in die Version 5.1 von CommuniGate Pro implementiert, um plattformunabhängige Entwicklungen für Internet-Kommunikation wie E-Mail, Groupware, Instant Messaging und VoIP zu ermöglichen. XIMSS basiert auf früheren XML-RFCs und wurde zur Standardisierung vorgelegt.
Als 2003 CommuniGate Systems begann, das XIMSS-Protokoll zu entwickeln, gab es nur wenige standard-basierte Clients wie Windows Messenger oder Counterpath’s Eyebeam, und verschiedene Betriebssysteme wie Mac OS X wurden nicht unterstützt. Auch im Open-Source-Umfeld gab es wenig Aktivitäten, Presence in E-Mail und Kalender-Applikationen einzubinden. Die Erfahrungen mit SIP als Standard waren noch in einem frühen Stadium.
Mittels XIMSS können XML-basierte Anwendungen in die CommuniGate-Pro-Plattform eingefügt werden. Des Weiteren unterstützt der Quiet Internet Pager QIP das XIMSS-Protokoll.